# The Number of the Beast
The Number of the Beast  — третій студійний альбом англійського хеві-метал гурту Iron Maiden. Він був випущений 22 березня 1982 року у Великій Британії на EMI Records і в Сполучених Штатах на Harvest і Capitol Records. Альбом був першим виданням колективу з новим фронтменом Брюсом Дікінсоном, і останнім із ударником Клайвом Барром.
На підтримку альбому було проведено тур The Beast on the Road.
У 2022 році, до 40-річчя виходу альбому, Number Of The Beast був названий №1 у списку «25 найкращих рок-гітарних альбомів 1982 року» у Guitar World.

## Відгуки

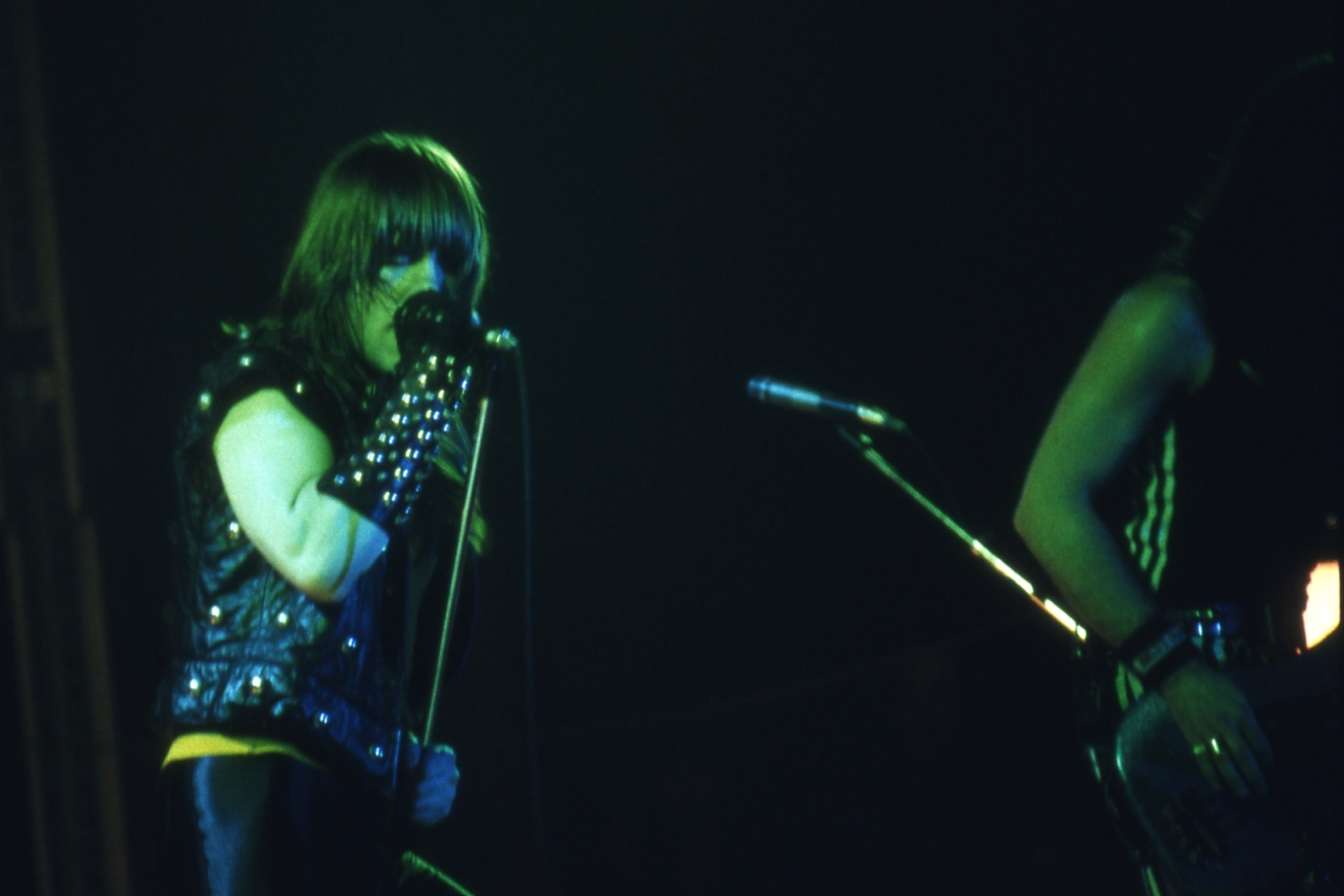
Виступ Брюса Дікінсона та Стіва Гарріса у 1982 році. Тур The Beast on the Road був затьмарений кількома протестами, організованими релігійними активістами в США.

Альбом зустрів рішучу опозицію з боку соціальних консерваторів, особливо в Сполучених Штатах, де Iron Maiden звинувачували в сатанізмі . Було організовано публічне спалення каталогу групи, хоча деякі релігійні групи розбивали платівки молотками, боячись вдихнути пари від горіння вінілу. Невідомо, чи була їх обережність заснована на токсикологічних чи теологічних міркуваннях.  Подальший тур супроводжувався численними бойкотами та демонстраціями: інколи місця оточували активісти, які роздавали листівки, а в одному випадку на знак протесту несли 25-футовий хрест. 
|               | Це було божевілля. Вони зовсім не на тому боці палиці. Очевидно, вони не читали тексти. Вони просто хотіли повірити у все це сміття про те, що ми сатаністи. |
| — Стів Гарріс | |

Починаючи з його випуску альбом отримав послідовне критичне визнання з Allmusic, що описує його як «серед найкращих п'яти найістотніших альбомів хеві-металу, коли-небудь записаних. Наріжний камінь жанру». Журнал Q помістив альбом на 100 місце в своєму списку «100 найкращих британських альбомів усіх часів» в 2000 році; у 2001 році назвав його одним із «50 найважчих альбомів усіх часів». IGN і Metal Rules поставили його на третє і друге місце відповідно у своїх списках найкращих альбомів важкого металу  , а Guitar World поставив його під № 17 у своєму списку «100 найкращих гітарних альбомів усіх часів».  Sputnikmusic називає його «класикою у світі металу» , тоді як BBC Music високо оцінив складне аранжування запису, заявивши, що «тоді як навіть деякі з впливових хеві-метал гуртів  (наприклад , Black Sabbath ) намагалися створити матеріал, який був би чимось більшим, ніж збірка мінорних рифів, Iron Maiden виконали цей подвиг із значним настроєм».  Classic Rock поставив його під № 15 у своєму списку «100 найкращих британських рок-альбомів», описавши його як «найважливіший метал-альбом десятиліття» , і він був визнаний № 1 у списку HMV «Найкращі британські альбоми за останні 60 років» у 2012 році . 
У 2001 році BBC зняв документальний фільм про The Number of The Beast як частину серії Classic Albums, який був випущений на DVD в тому ж році.

## Тексти
«Invaders» є простою розповіддю про вторгнення вікінгів. Пісня має швидкий темп і драйвовий ритм, що поєднується зі спонукальними образами тексту. 
|               | «Invaders» розповідає про вторгнення в Англію очима сакса. |
| — Стів Гарріс |                                                            |

«Children of the Damned» заснована на фільмах «Прокляте селище» і «Діти проклятих» , які, в свою чергу, були адаптовані за романом Джона Віндема «Зозулі Мідвіча».  У своєму останньому радіошоу для BBC Radio 6, під час сегменту вшанування покійного Ронні Джеймса Діо, Дікінсон згадав, що пісня була натхненна піснею гурту Black Sabbath «Children of the Sea».
«The Prisoner» була натхненна однойменним британським телешоу. У ньому урядовий агент утримується в полоні в селі, яке здається ідилічним, але насправді є в'язницею. Він відомий лише як «Номер 6», і в нього постійно вимагають інформацію. Епізоди шоу здебільшого оберталися навколо того, як «Номер 6» намагається втекти з села божевілля, контролю над розумом і стирання особистості. На той момент ці теми не часто досліджувалися на телебаченні. 
Гурт повернеться до цієї сільської в’язниці на «Back in the Village», шостому треку на Powerslave. 
«22 Acacia Avenue» — продовження пісні «Charlotte the Harlot» з першого альбому гурту. У цій частині оповідач каже Шарлотті, що він вже не може дивитись на те, як вона блудить і дозволяє чоловікам знущатися над нею, тому він забирає її з собою подалі від її розпусного життя. 
«The Number of the Beast» починається з цитати з Біблії , яку читає британський актор Баррі Клейтон, що прочитав перші рядки з Об’явлення 12:12 і останні три з Об’явлення 13:8. Пісня була створена під впливом кошмару, який пережив басист Стів Гарріс, який стався після перегляду фільму «Демієн: Омен II» пізно ввечері.  Крім того, Гарріс заявив, що на текст також вплинула поема Роберт Бернза «Тем О'Шентер». 
«Run to the Hills» документує конфлікт, який стався між європейськими поселенцями в Новому Світі та індіанськими племенами під час колонізації та подальшої експансії на захід. Пісня написана з обох точок зору, висвітлюючи точку зору індіанців у першому куплеті та європейців у решті пісні. 
«Gangland» — пісня про страх і невизначеність життя в гангстерському клубі 1930-х років у стилі Аль Капоне. 
«Hallowed be thy Name» розповідає про похмурі роздуми в'язня про день виконання його смертного вироку. Слухачеві не надається жодного контексту щодо злочину в’язня, натомість пропонується інтроспективний погляд на сенс життя. Ув'язнений спочатку протистоїть своєму страху та страху перед перспективою смерті через повішення, але пам'ятає свої переконання. Спочатку він зневажає ідею Бога, потім втішається ідеєю вищої сили, яка забирає його після смерті, і врешті-решт усвідомлює, що життя на Землі насправді не важливе. 

## Список композицій
| Сторона А | Сторона А                | Сторона А           | Сторона А  |
| #         | Назва                    | Автор               | Тривалість |
| --------- | ------------------------ | ------------------- | ---------- |
| 1.        | «Invaders»               |                     | 3:20       |
| 2.        | «Children of the Damned» |                     | 4:34       |
| 3.        | «The Prisoner»           | Adrian Smith Harris | 5:34       |
| 4.        | «22 Acacia Avenue»       | Harris Smith        | 6:34       |

| Сторона Б | Сторона Б                 | Сторона Б | Сторона Б  |
| #         | Назва                     | Автор     | Тривалість |
| --------- | ------------------------- | --------- | ---------- |
| 5.        | «The Number of the Beast» |           | 4:25       |
| 6.        | «Run to the Hills»        |           | 3:50       |
| 7.        | «Gangland»                | ончап     | 3:46       |
| 8.        | «Hallowed Be Thy Name»    |           | 7:08       |
| 39:11     |                           |           |            |

| Сторона Б – Японська версія | Сторона Б – Японська версія | Сторона Б – Японська версія | Сторона Б – Японська версія |
| #                           | Назва                       | Автор                       | Тривалість                  |
| --------------------------- | --------------------------- | --------------------------- | --------------------------- |
| 5.                          | «The Number of the Beast»   |                             | 4:25                        |
| 6.                          | «Run to the Hills»          |                             | 3:50                        |
| 7.                          | «Total Eclipse»             | Harris Dave Murray Burr     | 4:25                        |
| 8.                          | «Gangland»                  | Smith Burr                  | 3:46                        |
| 9.                          | «Hallowed Be Thy Name»      |                             | 7:08                        |
| 43:36                       |                             |                             |                             |

| Бонусний диск перевидання 1995 | Бонусний диск перевидання 1995 | Бонусний диск перевидання 1995 | Бонусний диск перевидання 1995 |
| #                              | Назва                          | Автор                          | Тривалість                     |
| ------------------------------ | ------------------------------ | ------------------------------ | ------------------------------ |
| 1.                             | «Total Eclipse»                | Harris Murray Burr             | 4:26                           |
| 2.                             | «Remember Tomorrow» (live)     | Harris Paul Di'Anno            | 5:29                           |
| 9:55                           |                                |                                |                                |

| Ремастерна версія 1998 | Ремастерна версія 1998    | Ремастерна версія 1998 | Ремастерна версія 1998 |
| #                      | Назва                     | Автор                  | Тривалість             |
| ---------------------- | ------------------------- | ---------------------- | ---------------------- |
| 1.                     | «Invaders»                |                        | 3:22                   |
| 2.                     | «Children of the Damned»  |                        | 4:33                   |
| 3.                     | «The Prisoner»            | Smith Harris           | 6:00                   |
| 4.                     | «22 Acacia Avenue»        | Harris Smith           | 6:38                   |
| 5.                     | «The Number of the Beast» |                        | 4:51                   |
| 6.                     | «Run to the Hills»        |                        | 3:50                   |
| 7.                     | «Gangland»                | Smith Burr             | 3:47                   |
| 8.                     | «Total Eclipse»           | Harris Murray Burr     | 4:28                   |
| 9.                     | «Hallowed Be Thy Name»    |                        | 7:10                   |
| 44:39                  |                           |                        |                        |

## Склад
- Брюс Дікінсон — вокал
- Дейв Мюррей — гітара
- Адріан Сміт — гітара, бек-вокал
- Стів Гарріс — бас-гітара, бек-вокал
- Клайв Барр — ударні

### Інші
- Мартін Берч — продюсер
- Найджел Г'юітт-Грін — інженер
- Род Смолвуд — менеджер гурту
- Росс Халфін — фотограф
- Дерек Ріггз — художник, оформлення обкладинок
- Саймон Хейуорт — цифрове перевидання на CD
- Даг Холл — продюсер цифрового перевидання на CD
- Джордж Чин — додаткові фотоматеріали
- Роберт Елліс — додаткові фотоматеріали
- Деніс О'Ріган — додаткові фотоматеріали